# جون جورج هوارد
جون جورج هوارد هو مهندس مدني ومهندس ومهندس معماري كندي، ولد في 27 يوليو 1803 في Bengeo ‏ في المملكة المتحدة، وتوفي في 3 فبراير 1890 في تورونتو في كندا.

## معرض صور

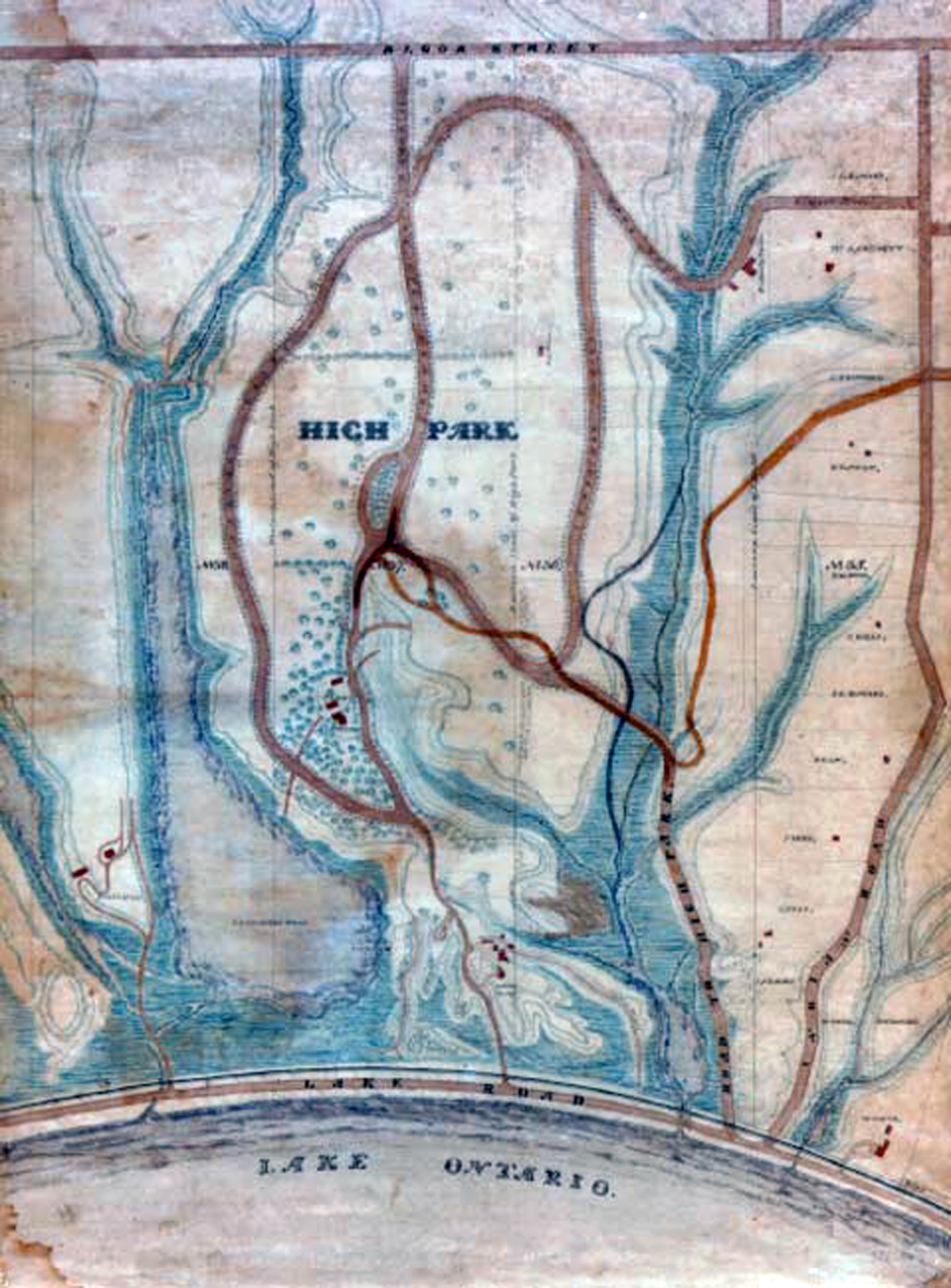
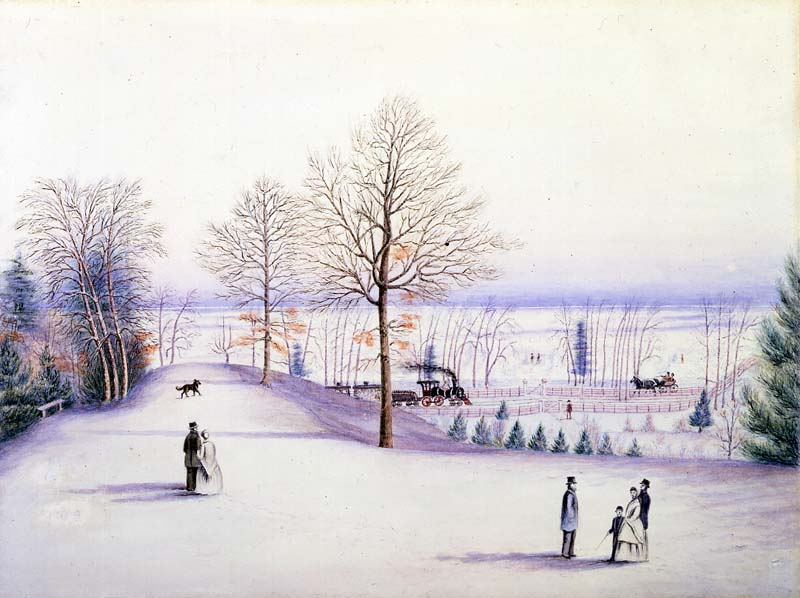
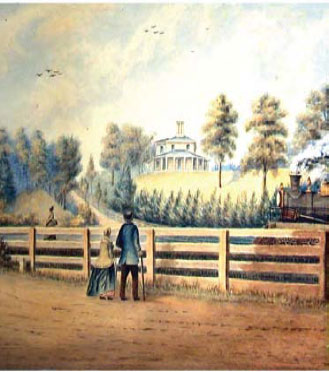
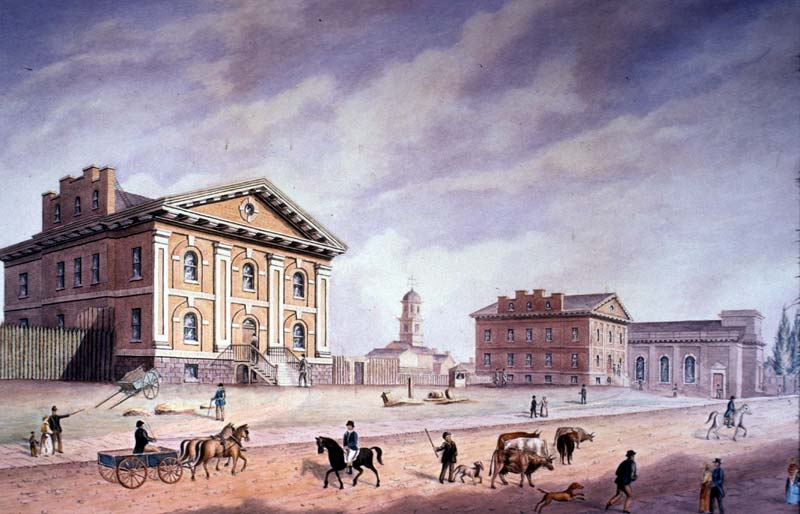
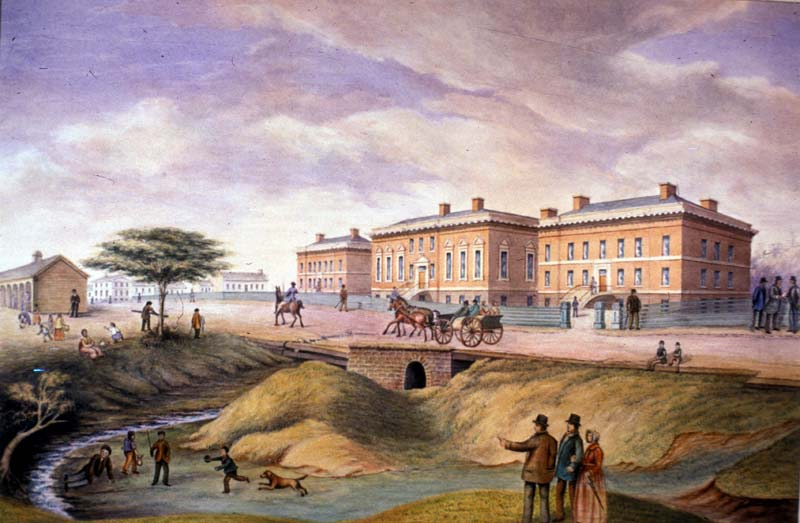
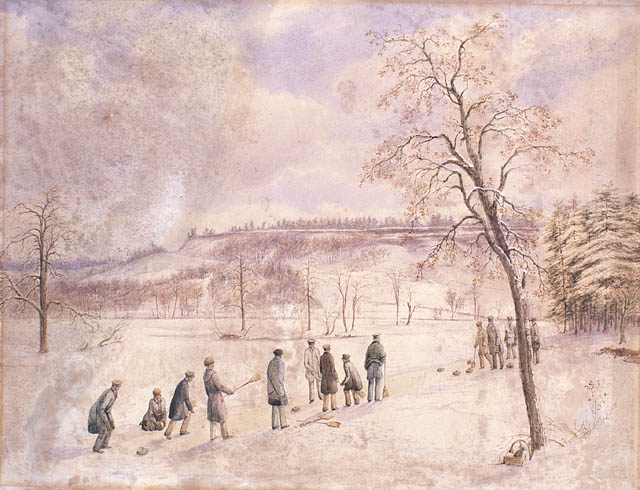